# Kayser-Roth
Kayser-Roth Corporation (una filiale dell'italiana Golden Lady Company) è un produttore di biancheria intima e calzetteria con sede a Greensboro, Carolina del Nord. L'azienda commercializza tre marchi di proprietà in Nord America: No-Nonsense, Hue e Burlington.

## Storia
"Julius Kayser & Co.", il predecessore della moderna Kayser-Roth Corporation, è stata fondata all'inizio del XX secolo da Julius Kayser, produttore di calzetteria, lingerie e guanti. Nel 1958, la società acquistò la "Chester H. Roth Company", formando la Kayser-Roth. Alfred P. Slaner, il primo capo della società risultante dalla fusione, ha sviluppato la calzetteria Supp-Hose.
Nel 1962, Kayser-Roth acquisì l'azienda di calzetteria Interwoven, continuando a utilizzare il marchio Interwoven, fino alla fusione con il marchio Esquire nel 1971 in Interwoven-Esquire.
Nel 1968 fu esplorata una fusione con Penn Central Transportation Company, ma non fu possibile concordare i termini.
Nel 1973, per competere con il marchio L'eggs (attualmente di proprietà di Hanesbrands), Kayser-Roth lanciò No-Nonsense, uno dei primi marchi di calzetteria ad essere venduto nei supermercati, nelle farmacie e nei grandi magazzini discount. Nel 1975 la Kayser-Roth fu acquistata dal conglomerato Gulf+Western. [2] Negli anni sotto la proprietà di Gulf+Western, furono apportati miglioramenti agli impianti di produzione canadesi, in particolare in Ontario e Québec. Sono state effettuate incursioni in mercati diversi come l'industria automobilistica. Durante la fine degli anni '70 e l'inizio degli anni '80, quasi tutte le automobili General Motors prodotte avevano a bordo componenti Kayser-Roth.
Nel 1984, Kayser-Roth acquisì la divisione di biancheria intima femminile delle industrie Calvin Klein e l'uso del nome dello stilista per tale attività.
Nel 1993, il produttore messicano di calzetteria Grupo Synkro acquistò l'azienda per circa 230 milioni di dollari.
Nel 1999 l'italiana Golden Lady, il più grande produttore di calzetteria in Europa, ha acquisito la Kayser-Roth Corporation dal Grupo Synkro e ha riorganizzato l'azienda. Durante gli anni 2000, il marchio No-Nonsense si espanse per includere reggiseni, mutandine, indumenti da notte, calzini per donna e uomo e prodotti per il comfort del piede.
Nell'aprile 2011, Kayser-Roth ha collaborato per diventare un distributore esclusivo di calzini e calzetteria per Jockey International. I prodotti Kayser-Roth sono presenti nello show televisivo Gossip Girl (2007-2012) e sono stati precedentemente presentati anche su The View (1997-oggi).